# DX-Ball
DX-Ball — бесплатная компьютерная игра, созданная в 1996 году Майклом П. Велчем. Игра является обновлённой версией более ранней игры Megaball, классическим образцом игр, подобных Breakout и Arkanoid.

## Геймплей
Геймплей игры схож с классическими арканоидами: надо отбивать мяч, передвигая платформу так, чтобы мяч, отлетая, ударялся об разноцветные блоки на экране. После удара блоки исчезают, после исчезновения всех блоков игрок переходит на следующий уровень. Всего в игре 50 уровней. Если на поле остаётся лишь один или два нетронутых блока, то примерно через минуту его уничтожает разряд молнии. Уничтожение произвольных блоков в каждом уровне дают вылетающие картики вспомогательных или усложняющих для игрока функций мяча или платформы, а также и блоков. Но они подействуют только в том случае, если платформой будут пойманы. Действуют эти функции (за исключением дополнительных жизней или уничтожения их) только на текущем уровне, на котором были пойманы данные картинки с функциями.
Игроку с начала игры даётся две «жизни». Они показаны в правом верхнем углу экрана в виде картинок платформ, аналогичных основной игровой. Если мяч на любом уровне игры пролетит мимо платформы вниз, то это приведёт к потери одной «жизни». Так же пойманная картинка черепа и костей заберёт одну «жизнь». При этом, количество «жизней» игрок может как увеличивать, так и компенсировать потерянные, ловля на платформу бонусную картинку с изображением 1X. Но взятие игроком «жизней» приведёт к потере вспомогательных функций платформы и мяча, если они были взяты (изчезнет возможность удерживать мяч на платформе, стрелять с платформы, а также изчезнет огненная или сквозная оболочка мяча).

## Продолжения
Существует 3 продолжения игры: DX-Ball 2 (1998), Rival Ball (2001) и Super DX-Ball (2004), которые в отличие от оригинала не являются бесплатными.